# Nachal Orvim
Nachal Orvim (hebrejsky: נחל עורבים) je vodní tok o délce 13 km v Izraeli a na Golanských výšinách okupovaných Izraelem od roku 1967.
Začíná v severovýchodní části Golanských výšin, nedaleko hory Har Bar'on. Směřuje pak plochou a řídce zalidněnou krajinou k jihozápadu. Poblíž křižovatky silnic 959 a 978 plní umělou vodní nádrž Ma'agar Orvim, jež zachytává zimní srážkové přebytky. Prochází pak severně od vesnice Kela Alon, přičemž ji přemosťuje takzvaná Ropná silnice, a prudce se zařezává do okraje náhorní planiny, z níž prudce klesá směrem k řece Jordán, do níž ústí severně od obce Lehavot ha-Bašan, v ploché pánvi Chulského údolí. Při ústí do Jordánu zároveň splývá s paralelním vodním tokem Nachal Jardinon.
Má nepravidelný průtok, nejvyšší v zimním období. Nachal Orvim pramení v nadmořské výšce okolo 1000 metrů a končí ve výšce necelých 100 metrů. Vysoké převýšení je doprovázeno sérií sedmi vodopádů s výškami 2-20 metrů.